# Balacra intermedia
Balacra intermedia là một loài bướm đêm thuộc phân họ Arctiinae, họ Erebidae.